# Naum Procupeț
Naum Procupeț (* 20. März 1948 in Basarabeasca, Moldauische SSR) ist ein ehemaliger sowjetischer Kanute aus der Republik Moldau.

## Erfolge
Naum Procupeț startete bei den Olympischen Spielen 1968 in Mexiko-Stadt im Zweier-Canadier mit Michail Samotin auf der 1000-Meter-Strecke. Mit einem Sieg in ihrem Vorlauf gelang ihnen die direkte Finalqualifikation. Den Endlauf schlossen sie dann nach 4:11,30 Minuten auf dem dritten Platz ab und sicherten sich die Bronzemedaille. Die siegreichen Rumänen Ivan Patzaichin und Serghei Covaliov überquerten die Ziellinie 4,2 Sekunden vor dem sowjetischen Duo, die zweitplatzierten Ungarn Tamás Wichmann und Gyula Petrikovics waren 2,6 Sekunden schneller gewesen.
Bereits ein Jahr zuvor gewann Procupeț bei den Europameisterschaften in Duisburg im Einer-Canadier über 10.000 Meter die Bronzemedaille. 1969 folgte in Moskau bei den Europameisterschaften im Zweier-Canadier mit Michail Samotin über die 10.000-Meter-Distanz der Gewinn der Silbermedaille. Drei Jahre darauf wurde Procupeț mit Alexander Winogradow in derselben Disziplin Weltmeister.